# Élections législatives de 1981 dans les Hautes-Pyrénées
Les élections législatives françaises de 1981 dans les Hautes-Pyrénées se déroulent les 14 et 21 juin 1981.

## Élus
| Circonscription | Député sortant  | Parti | Parti | Député élu ou réélu | Parti | Parti |
| --------------- | --------------- | ----- | ----- | ------------------- | ----- | ----- |
| 1re             | Pierre Forgues  |       | PS    | Pierre Forgues      |       | PS    |
| 2e              | François Abadie |       | MRG   | François Abadie     |       | MRG   |

## Positionnement des partis
Le Parti socialiste et le Mouvement des radicaux de gauche présentent des candidats communs tandis que la majorité sortante RPR-UDF-CNIP se présente sous le sigle « Union pour la nouvelle majorité ». Enfin, le Parti communiste présente des candidats sous l'appellation « majorité d'union de la gauche » et le Parti socialiste unifié sous l'étiquette « Alternative 81 ».

## Résultats

### Résultats à l'échelle du département
| Parti          | Parti                              | Premier tour | Premier tour | Second tour | Second tour | Sièges |
| Parti          | Parti                              | Voix         | %            | Voix        | %           | Sièges |
| -------------- | ---------------------------------- | ------------ | ------------ | ----------- | ----------- | ------ |
|                | Mouvement des radicaux de gauche   | 31 267       | 26,96        | 44 023      | 36,72       | 1      |
|                | Parti socialiste                   | 25 176       | 21,70        | 37 990      | 31,71       | 1      |
|                | Parti communiste français          | 21 416       | 18,46        | Retrait     | Retrait     | 0      |
|                | Majorité présidentielle            | 77 859       | 67,12        | 82 013      | 68,41       | 2      |
|                |                                    |              |              |             |             |        |
|                | Rassemblement pour la République   | 18 771       | 16,18        | 20 036      | 16,71       | 0      |
|                | Union pour la démocratie française | 15 961       | 13,76        | 17 830      | 14,85       | 0      |
|                | Divers droite                      | 856          | 0,74         |             |             | 0      |
|                | Union pour la nouvelle majorité    | 35 588       | 30,68        | 37 866      | 31,59       | 0      |
|                |                                    |              |              |             |             |        |
|                | Parti socialiste unifié            | 2 550        | 2,20         |             |             | 0      |
|                |                                    |              |              |             |             |        |
| Inscrits       | Inscrits                           | 168 092      | 100,00       | 168 077     | 100,00      | 2      |
| Abstentions    | Abstentions                        | 50 555       | 30,08        | 45 789      | 27,24       |        |
| Votants        | Votants                            | 117 537      | 69,92        | 122 288     | 72,76       |        |
| Blancs et nuls | Blancs et nuls                     | 1 540        | 1,31         | 2 409       | 1,97        |        |
| Exprimés       | Exprimés                           | 115 997      | 98,69        | 119 879     | 98,03       |        |

### Résultats par circonscription

#### Première circonscription (Tarbes-Sud - Bagnères-de-Bigorre)
| Candidat       | Candidat                     | Parti          | Premier tour | Premier tour | Second tour | Second tour |  |
| Candidat       | Candidat                     | Parti          | Voix         | %            | Voix        | %           |  |
| -------------- | ---------------------------- | -------------- | ------------ | ------------ | ----------- | ----------- |  |
|                | Pierre Forgues sortant réélu | PS             | 25 176       | 47,40        | 37 990      | 68,06       |  |
|                | Georges Paronneau            | UDF (PR)       | 15 961       | 30,05        | 17 830      | 31,94       |  |
|                | Paul Chastellain             | PCF            | 10 761       | 20,26        | Retrait     | Retrait     |  |
|                | Suzanne Lacroix              | PSU            | 1 215        | 2,29         |             |             |  |
|                |                              |                |              |              |             |             |  |
| Inscrits       | Inscrits                     | Inscrits       | 78 181       | 100,00       | 78 174      | 100,00      |  |
| Abstentions    | Abstentions                  | Abstentions    | 24 307       | 31,09        | 21 283      | 27,23       |  |
| Votants        | Votants                      | Votants        | 53 874       | 68,91        | 56 891      | 72,77       |  |
| Blancs et nuls | Blancs et nuls               | Blancs et nuls | 761          | 1,41         | 1 071       | 1,88        |  |
| Exprimés       | Exprimés                     | Exprimés       | 53 113       | 98,59        | 55 820      | 98,12       |  |

#### Deuxième circonscription (Tarbes-Nord - Lourdes)
| Candidat       | Candidat                      | Parti          | Premier tour | Premier tour | Second tour | Second tour |  |
| Candidat       | Candidat                      | Parti          | Voix         | %            | Voix        | %           |  |
| -------------- | ----------------------------- | -------------- | ------------ | ------------ | ----------- | ----------- |  |
|                | François Abadie sortant réélu | MRG            | 31 267       | 49,72        | 44 023      | 68,72       |  |
|                | José Marthe                   | RPR (UNM)      | 18 771       | 29,85        | 20 036      | 31,28       |  |
|                | Raymond Erraçarret            | PCF            | 10 655       | 16,94        |             |             |  |
|                | Jean-François Perrut          | PSU            | 1 335        | 2,12         |             |             |  |
|                | Gérard Delas                  | Divers droite  | 856          | 1,36         |             |             |  |
|                |                               |                |              |              |             |             |  |
| Inscrits       | Inscrits                      | Inscrits       | 89 911       | 100,00       | 89 903      | 100,00      |  |
| Abstentions    | Abstentions                   | Abstentions    | 26 248       | 29,19        | 24 506      | 27,26       |  |
| Votants        | Votants                       | Votants        | 63 663       | 70,81        | 65 397      | 72,74       |  |
| Blancs et nuls | Blancs et nuls                | Blancs et nuls | 779          | 1,22         | 1 338       | 2,05        |  |
| Exprimés       | Exprimés                      | Exprimés       | 62 884       | 98,78        | 64 059      | 97,95       |  |